# Timrå (comune)
Timrå è un comune svedese di 17 981 abitanti, situato nella contea di Västernorrland. Il suo capoluogo è la città omonima.

## Località
Nel territorio comunale sono comprese le seguenti aree urbane (tätort):
- Bergeforsen
- Söråker
- Stavreviken
- Timrå

## Amministrazione

### Gemellaggi
- Zola Predosa